# Héraklion (dème)
Pour l’article homonyme, voir Héraklion (homonymie).
Héraklion (grec moderne : Δήμος Ηρακλείου) est un dème situé dans la périphérie de la Crète, en Grèce. Le dème actuel est issu de la fusion en 2011 entre les dèmes de Gorgolaḯnis, Héraklion, Néa Alikarnassós, Palianí et Témenos, devenus des districts municipaux.
Le siège du dème est la localité d’Héraklion. La capitale historique est la localité de Néa Alikarnassós.